# Sings Hank Williams
Sings Hank Williams es el quinto álbum del cantante country Johnny Cash. Fue publicado el 15 de septiembre de 1960 y reeditado en 2003 con el añadido de 5 canciones nuevas. Cuatro de las canciones del disco original fueron escritas por Hank Williams y el resto por el propio cantante.

## Canciones

### Disco Original
1. I Can't Help It (Hank Williams) - 1:47.
2. You Win Again (Williams) - 2:24.
3. Hey, Good Lookin' (Williams) - 1:46.
4. I Could Never Be Ashamed of You (Williams) - 2:16.
5. Next in Line" (Cash) - 2:44.
6. Straight A's in Love"(Cash) - 2.16.
7. Folsom Prison Blues (Cash) - 2:50.
8. Give My Love to Rose (Cash).
9. I Walk the Line (Cash) - 2:45.
10. I Love You Because - 2:30.
11. Come In Stranger (Cash) - 1:45.
12. Mean Eyed Cat (Cash) - 2:35.

### Nuevo Disco
1. Cold, Cold Heart (Williams).
2. (I Heard That) Lonesome Whistle (Williams, Jimmie Davis).
3. Come In Stranger (Cash).
4. Wide Open Road (Cash).
5. I Love You Because.